# Helleriella
Helleriella es un género que tiene asignado dos especies de orquídeas, de la tribu Epidendreae perteneciente a la familia (Orchidaceae). Encontrado en México, Guatemala, El Salvador, Honduras y Nicaragua en las elevaciones alrededor de 1200 metros.

## Descripción
Son de gran tamaño, adaptada a temperaturas cálidas, cada vez más epífita o terrestre ocasional con tallos alargados completamente envuelto en hojas de vainas, articulada a la vaina, elípticas, carinada y obtusa que florece en los mediados de la primavera hasta mediados de invierno en un lateral o terminal, con una o pocas flores en la inflorescencia.

## Taxonomía
El género fue descrito por Alex Drum Hawkes y publicado en Phytologia 14(1): 4. 1966.

## Especies deHelleriella
- Helleriella guerrerensis  Dressler & Hágsater (1975)
- Helleriella nicaraguensis  A.D.Hawkes  (1966